# Camila Morrone
Camila Rebeca Morrone Polak (Los Ángeles, California; 16 de junio de 1997)es una actriz y modelo argentinoestadounidense. Debutó como actriz en la película de James Franco, Bukowski (2013). También participó en las películas Never Goin' Back y Death Wish, ambas de 2018. Ganó reconocimiento por su papel en la miniserie de 2023 Daisy Jones & The Six, estrenada en Amazon Prime Video.

## Biografía
Camila Rebeca Morrone Polak nació el 16 de junio de 1997 en Los Ángeles, Estados Unidos. Es hija de los actores y modelos argentinos Máximo Morrone y Lucila Polak (conocida artísticamente como Lucila Solá). Ellos se mudaron a Los Ángeles poco antes del nacimiento de Morrone y se divorciaron en 2006. Luego Lucila Polak mantuvo una relación con el actor Al Pacino por muchos años por lo cual Camila todavía lo considera su padrastro. Por parte de madre, Camila es nieta del abogado, político, escritor y docente argentino Federico Polak y sobrina nieta de la médica patóloga argentinobritánica Julia Polak. Morrone completó sus estudios secundarios en Beverly Hills High School en 2015.
Ha declarado que se considera argentina.

## Carrera profesional

### Modelaje
Desde temprana edad, Morrone manifestó su interés por incursionar en el mundo de la moda, señalando que esperaba con ansias incorporarse a alguna agencia de modelos. Posteriormente, firmó un contrato con la reconocida agencia IMG Models. No obstante, su gran salto ocurrió en 2016 cuando consiguió ser la portada de la edición de septiembre de la revista Vogue Turquía. Poco después, hizo su debut en la pasarela al desfilar para Moschino en 2017. Además, ha trabajado para marcas como Topshop, Lefties, Pink, Sephora y 'Ay Not Dead.

### Actuación
Morrone hizo su debut actoral en la película Bukowski (2013) de James Franco. En 2018, volvió a actuar en la película de acción Death Wish junto a Bruce Willis, y coprotagonizó el debut como directora de Augustine Frizzell Never Goin' Back. La última película se estrenó en el Festival de Cine de Sundance de 2018 y fue lanzada por A24. Posteriormente protagonizó Mickey & The Bear en 2019. Después de ser elegida para Daisy Jones & The Six, Morrone indicó que enfocaría su carrera en la actuación en lugar de modelar.
El 18 de octubre de 2019, Morrone recibió el premio Estrella naciente en el Festival Internacional de Cine de San Diego.

## Vida personal
Entre 2017 y 2022, estuvo en una relación con el actor Leonardo DiCaprio. Su relación se confirmó en los Premios Óscar de 2020, a donde Camila asistió como pareja y acompañante de DiCaprio. En agosto de 2022 se confirmó su ruptura.

## Filmografía

### Cine
| Año  | Título              | Personaje     |
| ---- | ------------------- | ------------- |
| 2013 | Bukowski            | Actriz        |
| 2018 | Never Goin' Back    | Jessie        |
| 2018 | Death Wish          | Jordan Kersey |
| 2019 | Mickey and the Bear | Mickey Peck   |
| 2020 | Valley Girl         | Ruby Richman  |
| 2023 | Gonzo Girl          | Alley Russo   |
| 2024 | Marmalade           | Marmalade     |

### Televisión
| Año  | Título                | Personaje            | Canal              | Notas                       |
| ---- | --------------------- | -------------------- | ------------------ | --------------------------- |
| 2016 | Love Advent           | Ella misma           |                    | 1 episodio                  |
| 2023 | Daisy Jones & The Six | Camila Alvarez-Dunne | Amazon Prime Video | Miniserie; elenco principal |

## Premios y nominaciones
| Año  | Premio                                                            | Categoría                                                                          | Trabajo               | Resultado | Notas  |
| ---- | ----------------------------------------------------------------- | ---------------------------------------------------------------------------------- | --------------------- | --------- | ------ |
| 2019 | Festival Internacional de Cine de San Diego                       | Premio Estrella en ascenso                                                         | Ella misma            | Ganadora  | [ 23 ] |
| 2023 | Celebration of Cinema and Television                              | Actriz revelación - Televisión                                                     | Daisy Jones & The Six | Ganadora  |        |
| 2024 | Asociación de Críticos de Hollywood - Premios Astra de Televisión | Mejor actriz de reparto en una serie o película de streaming limitada o antológica | Daisy Jones & The Six | Nominada  |        |
| 2024 | Critics' Choice Television Awards                                 | Mejor actriz de reparto en película/miniserie                                      | Daisy Jones & The Six | Nominada  |        |
| 2024 | Premios Primetime Emmy                                            | Mejor actriz de reparto en una serie o película limitada o antológica              | Daisy Jones & The Six | Nominada  | [ 24 ] |